# Власовский сельский совет Харьковской области
Власовский сельский совет — входит в состав Кегичевского района Харьковской области Украины.
Административный центр сельского совета находится в селе Власовка.

## История
- 1959 — дата образования.

## Населённые пункты совета
- село Власовка
- село Кофановка
- село Шевченково

### Ликвидированные населённые пункты
- село Петровское